# Courtauld Institute of Art

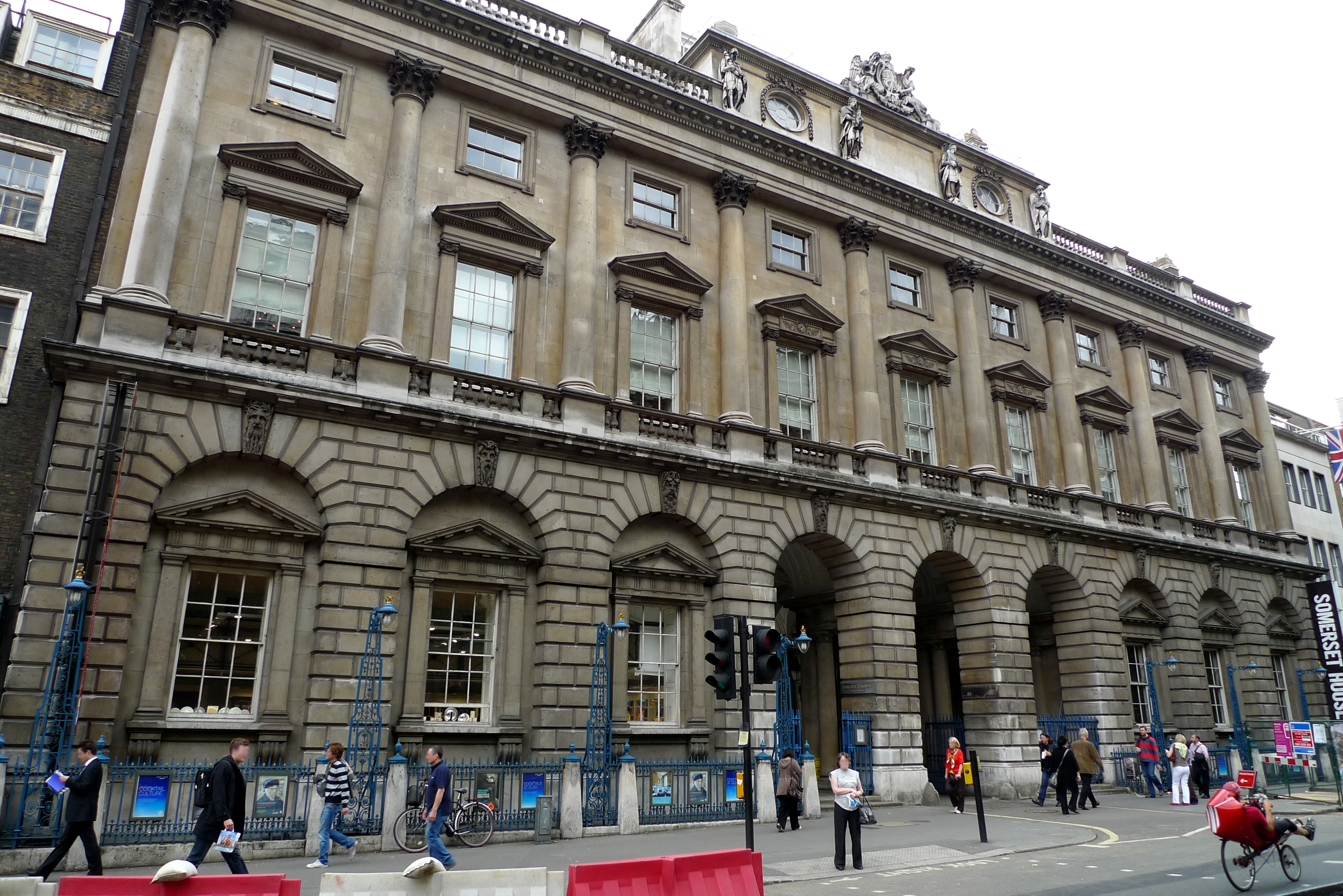
Somerset House vid The Strand i London, från 1775–80, i vilket Courtauld Institute of Art finns sedan 1989

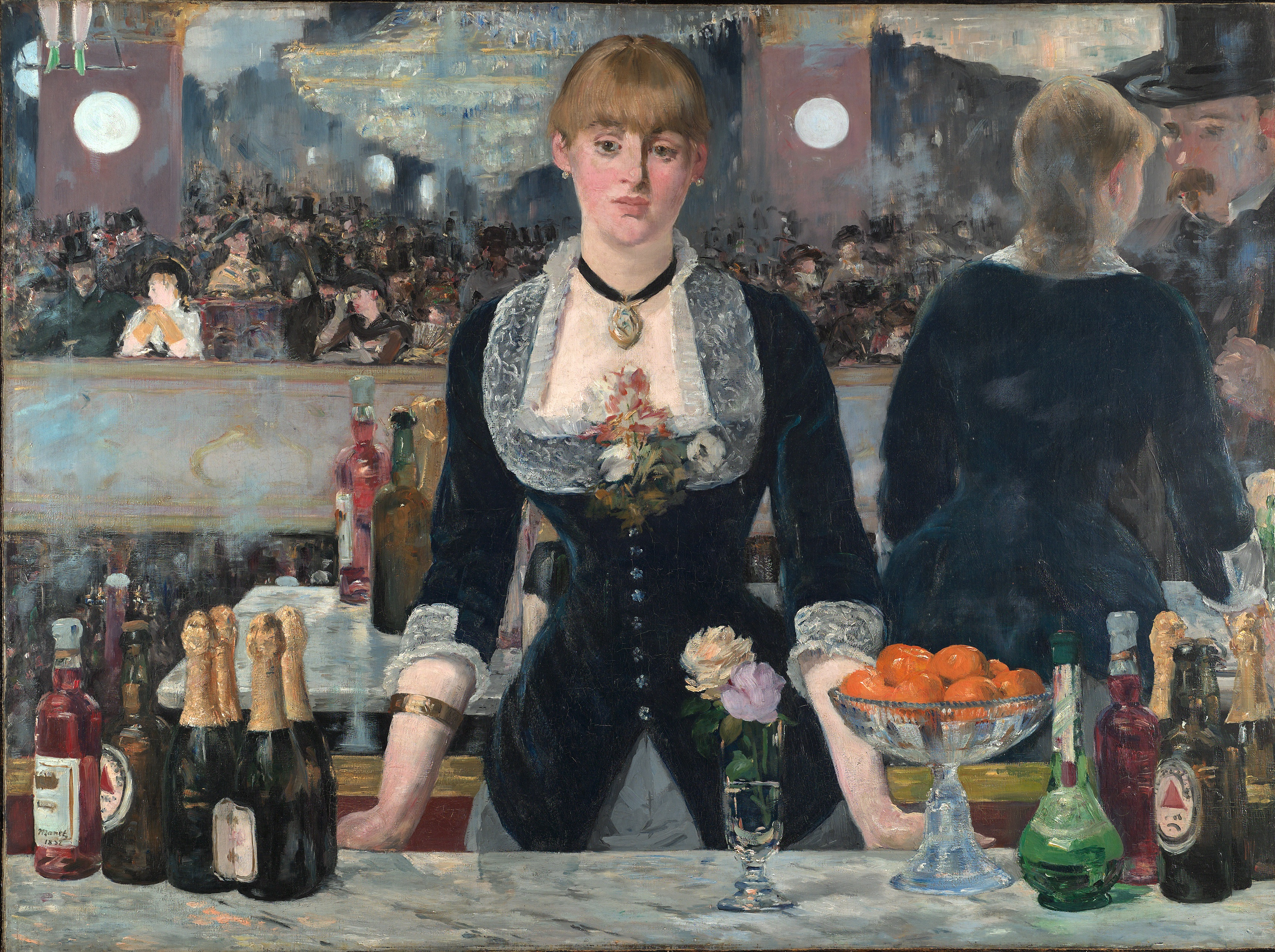
En bar i Folies Bergère av Édouard Manet

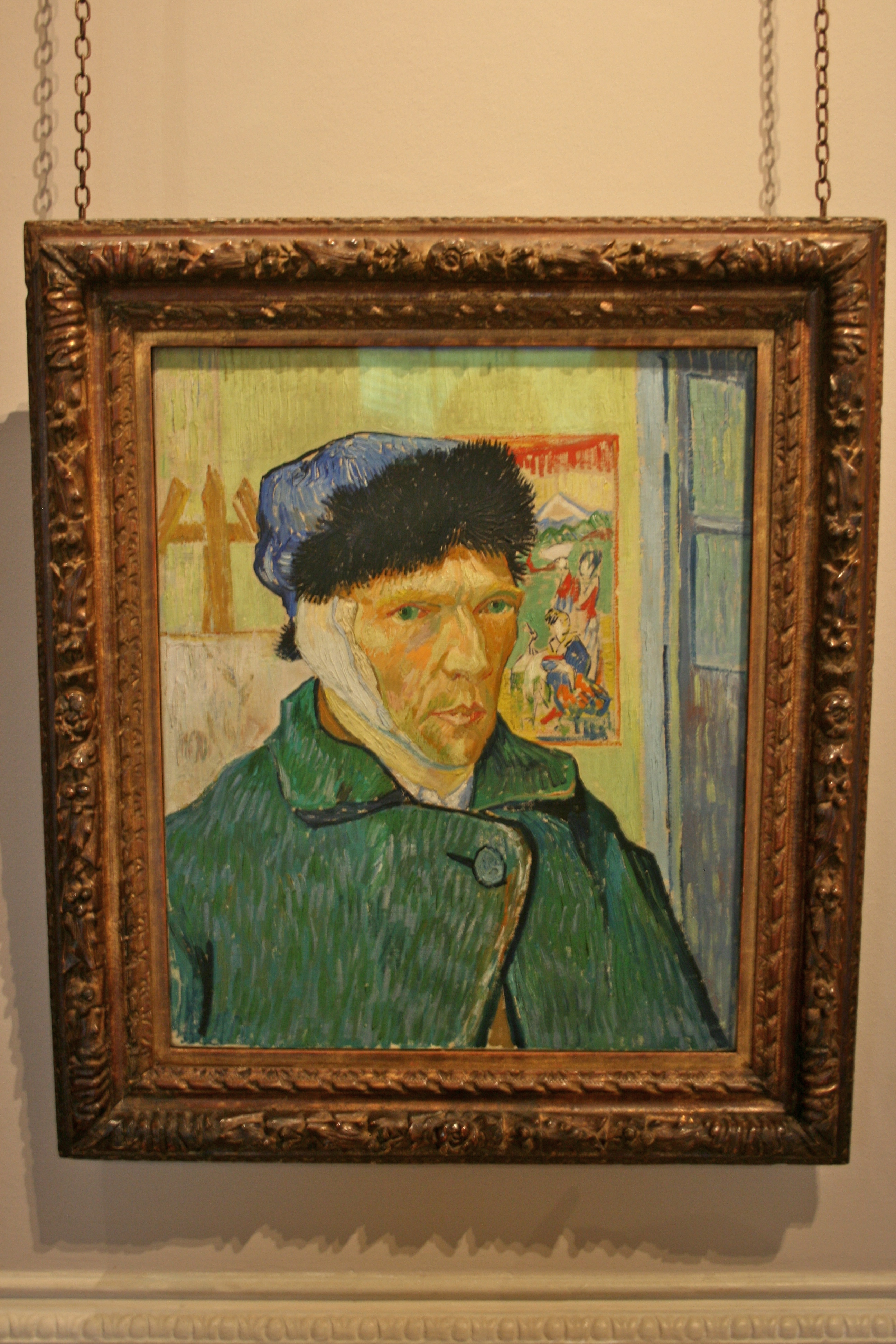
Självporträtt av Vincent Van Gogh

Courtauld Institute of Art är en enhet inom University of London med inriktning på konstvetenskap, med bland annat konstmuseet Courtauld Gallery. 

## Historik
Institutet grundades 1932 på initiativ av företagaren och konstsamlaren Samuel Courtauld, diplomaten och konstsamlaren Arthur Lee och konsthistorikern Robert Witt. Från  början låg Courtauld Institute i Home House, ett bostadshus vid Portman Square i London, men ligger nu i Somerset House vid The Strand.

## Courtauld Gallery
Konstsamlingen grundlades av Samuel Courtauld med ett antal målningar av huvudsakligen impressionistiska och postimpressionistiska verk, och har senare utvidgats bland annat genom en donation av Cortauld 1948. I Samuel Courtaulds samling ingick bland annat verk av Édouard Manet, Pierre-Auguste Renoir, landskapsmålningar av Claude Monet och Camille Pissarro, en balletscen av Edgar Degas och åtta centrala verk av Paul Cézanne. På 1930-talet fick institutet konstkritikern Roger Frys samling av 1900-talskonst, och flera donationer har tillkommit senare.
Museet har sammanlagt omkring 530 målningar och mer än 26.000 teckningar och grafiska verk.

## Urval av verk på Courtauld Institute of Art
- Lucas Cranach den äldre: Adam och Eva
- Peter Paul Rubens: altaruppsättningen Deposition
- Édouard Manet: En bar i Folies-Bergère
- Édouard Manet: en version av Frukost i det gröna
- Pierre-Auguste Renoir: Teaterlogen
- Vincent Van Gogh: Självporträtt